# Christopher Bernau
Christopher Bernau; gebürtig Herbert Augustine Bernau (* 2. Juni 1940 in Santa Barbara, Kalifornien; † 14. Juni 1989 ebenda) war ein US-amerikanischer Schauspieler.
Christopher Bernau startete seine Karriere mit der US-Fernsehserie Dark Shadows, wo er in 23 Folgen von 1969 bis 1970 mitspielte. Seinen größten Erfolg hatte er von 1979 bis 1984 in der Soap Springfield Story, wo er den Alan Spaulding darstellte.
Christopher Bernau starb 1989 an Aids.